# Belle Isle Park (circuit)

Lay-out van het Belle Isle Park circuit, Detroit.

Belle Isle Park is een racecircuit gelegen in het gelijknamige park in de Amerikaanse stad Detroit. Het heeft een lengte van 3,37 km. Van 1992 tot 2001 werd er jaarlijks een ronde van het Champ Car kampioenschap gereden. Sinds 2007, met een onderbreking van 2009-2011, staat het circuit op de kalender van de Indy Racing League. 

## Winnaars
Winnaars op het circuit voor een race uit de Champ Car-kalender.
| Jaar | Rijder            |
| ---- | ----------------- |
| 1992 | Bobby Rahal       |
| 1993 | Danny Sullivan    |
| 1994 | Paul Tracy        |
| 1995 | Robby Gordon      |
| 1996 | Michael Andretti  |
| 1997 | Greg Moore        |
| 1998 | Alex Zanardi      |
| 1999 | Dario Franchitti  |
| 2000 | Hélio Castroneves |
| 2001 | Hélio Castroneves |

Winnaars op het circuit voor een race uit de Indy Racing League-kalender.
| Jaar | Rijder        |
| ---- | ------------- |
| 2007 | Tony Kanaan   |
| 2008 | Justin Wilson |
| 2012 | Scott Dixon   |